# Scolopax rochussenii
Scolopax rochussenii е вид птица от семейство Бекасови (Scolopacidae). Видът е застрашен от изчезване.

## Разпространение
Видът е разпространен в Индонезия.